# Јозеф Менгеле
Др Јозеф Менгеле (Гинцбург, 16. март 1911 — Бертиога, 7. фебруар 1979) био је нацистички лекар који је стекао надимак Анђео смрти због свог рада у Аушвицу и другим концентрационим логорима. Вршио је медицинске експерименте на људима, а био је задужен и за организацију логора: у гасне коморе отерао је 400.000 људи, као и Адолф Ајхман. Рођен је у граду Гинцбургу, у Баварској. Био је најстарији син Карла и Валбурге. Отац му је био индустријалац. Имао је два брата; женио се двапут и имао сина Ролфа (након смрти брата Карла, оженио је његову удовицу учинивши левират). Борио се као члан 5. СС дивизије и добио Гвоздени крст, првог и другог реда. У Аушвицу је чинио разне неетичке експерименте сумњиве научне вредности. Био је и у другим логорима. Побегао је ватиканским пацовским каналима у Аргентину, где је живео до краја свог живота. Умро је у 67. години: купајући се на једној бразилској плажи, доживео је мождани удар док је био у води и удавио се. Његов идентитет је потврђен тек 1992. Никад се није покајао за своје злочине, колико је познато.

## Војничка служба
Идеологија нацизма је заједно донела елементе антисемитизма, расне хигијене и еугенике, и комбиновала их је сам пангерманизмом и територијалним проширењем са циљем да се створи још животног простора за германске народе. Нацистичка Немачка је покушала да стекне нове територије нападом на Пољску и Совјетски Савез, са намером да депортује или убије све Јевреје и Словене који су ту живели, који су сматраним инфериорнима у односу на „аријевску вишу расу”.
Менгеле се учланио у Нацистичку партију 1937, а у СС 1938. Прошао је основну војну обуку 1938. у гебиргсјегерима (брдској пешадији) и позван да служи у Вермахт у јуну 1940, пар месеци по почетку Другог светског рата. Добровољно се пријавио за лекарску службу у Вафен-СС, где је служио са чином СС-унтерштурмфирера у резервном медицинском батаљону све до новембра 1940. После је био распоређен у Главном уреду СС-а за расу и расељавање у Познању, где је процењивао кандидате које би били подложни за германизацију.
У јуну 1941. Менгеле је премештен у Украјину, где је одликован Гвозденим крстом другог реда. У јануару 1942. приступио је у 5. СС оклопну дивизију Викинг као батаљонски медицински официр. Спасио је двојицу немачких војника из запаљеног тенка и био је одликован Гвозденим крстом првог реда као и Рањеничком значком у црном и Медаљом за бригу за немачки народ. Био је озбиљно рањен у борбама код Ростова на Дону половином 1942. и био је проглашен неспособним за даљу војну службу. После опоравка, био је премештен у Уред за расу и расељавање у Берлину. Такође је наставио свој рад са фон Фершуером, који је био у Институту за антропологију, људско наследство и еугенику Кајзер Вилхелм. Менгеле је унапређен у чин СС-хауптштурмфирера (капетана) у априлу 1943.

## Аушвиц
Почетком 1943, уз подршку фон Фершуера, Менгеле се пријавио за службу у концентрационим логорима, где је предвидео да ће имати прилику да спроводи генетске експерименте над људима. Његова пријава је прихваћена и био је премештен у логор Аушвиц. Главни медицински официр у Аушвицу, СС-стандотарзт Едуард Виртс, га је именовао на место главног лекара логора за ромске породице, који се налазио у поткампу у Биркенауу.
До краја 1941, Адолф Хитлер је решио да ће европски Јевреји бити истребљени, па је Биркенауу, који је првобитно био планиран да држи принудне раднике, била додељена улога комбинације радног логора и логора смрти. Затвореници су довожени железницом из свих делова Европе које је окупирала Немачка и пристизали су у конвојима свакодневно. Од јула 1942, СС је спроводио "селекције". Пристигли Јевреји би били раздвајани; они који су оцењени способним за рад су примљени у логор, док су они оцењени неподесним за рад одмах убијени у гасним коморама. Група одређена за смрт, отприлике око три четвртине укупног броја, је обухватала скоро сву децу, жене са малом децом, труднице, све старце, као и све оне које би СС лекар при кратком и површном прегледу оценио да нису потпуно здрави. Менгеле, који је био члан тима лекара одређеног за врши ове селекције, их је вршио чак и када није био распоређен да их спроводи, у нади да ће наћи особе за своје експерименте. Посебно је био заинтересован да пронађе близанце. За разлику од других доктора, који су спровођење селекција сматрали једним од најстреснијих и најгрознијих дужности, Менгеле је овај задатак извршавао расположен, често се смејући или звиждући неку мелодију.
Менгеле и други СС лекари нису лечили затворенике, већ су надгледали рад лекара-затвореника који су били приморани да раде у логорској медицинској служби. Менгеле је једном недељно посећивао болничке бараке и слао у гасне коморе све затворенике који не би оздравили после две недеље у кревету. Такође је био члан тима лекара одговорних за надзор примене циклона Б, пестицида на бази цијанида који се користио да убија људе у гасним коморама у Биркенауу. Служио је у овом својству у гасним коморама лоцираним у крематоријумима IV и V.
Са избијањем епидемије номе (гангренозне бактеријске болести уста и лица) која је задесила ромски логор 1943, Менгеле је започео проучавање да се открије узрок болести и развије терапију. Затражио је помоћ затвореника доктора Бертолда Епштајна, јеврејског педијатра и професора Прашког универзитета. Менгеле је изоловао затворенике у посебне бараке и наредио да се неколико заражене деце убије тако да се њихове сачуване главе и органи могу послати у Медицинску академију СС-а у Грацу и другим установама за проучавање. Ово истраживање је било још у току када је ромски логор ликвидиран, а његови преостали затвореници убијени 1944.
Као одговор на епидемију тифуса у женском логору, Менгеле је испразнио један блок од 600 јеврејских жена и послао их у гасну комору. Зграда је затим очишћена и дезинфикована, а затвореници суседног блока су окупани и дезинфиковани и добили су нову одећу пре него што су пресељени у очишћен блок. Процес је био понављан све док све бараке нису биле дезинфиковане. Сличне дезинфикације су коришћене касније за касније епидемије шарлаха и других болести, али уз разлику да сву сви болесни затвореници били послати у гасне коморе. За своје напоре, Менгеле је касније био награђен Крстом ратних заслуга друге класе са мачевима и био је унапређен 1944. у првог лекара подлогора у Биркануу.